# ジョー・ジラルディ
ジョセフ・エリオット・ジラルディ（Joseph Elliot Girardi, 1964年10月14日 - ）は、アメリカ合衆国イリノイ州ピオリア出身の元プロ野球選手（捕手）、監督。右投右打。
1989年のデビュー後、2003年に引退するまでの15年間でシカゴ・カブス、コロラド・ロッキーズ、ニューヨーク・ヤンキース、セントルイス・カージナルスにてプレーした。2006年にはフロリダ・マーリンズ、2008年からはヤンキースの監督を務め、マーリンズ監督時代にはナショナルリーグの最優秀監督賞にも選ばれている。

## 経歴

### プロ入り前
アメリカ合衆国イリノイ州イーストピオリア出身。高校時代は、野球部で捕手としてプレーするほか、アメリカン・フットボール部でクォーターバックとしても活躍していた。ノースウェスタン大学でも野球を続ける傍らで、生産工学を専攻していた。

### 現役時代
1986年のMLBドラフト5巡目（全体116位）でシカゴ・カブスから指名され、プロ入り。1988年にはベネズエラのウィンターリーグであるリーガ・ベネソラーナ・デ・ベイスボル・プロフェシオナルに派遣される。1989年に捕手としてカブスでメジャーデビュー。
1992年オフにエクスパンション・ドラフトで新球団コロラド・ロッキーズから指名され、移籍した。ロッキーズ初年度の開幕試合には「7番・捕手」として先発出場している。
1996年にマイク・デジャーンとのトレードで、ニューヨーク・ヤンキースへ移籍した。この年から1999年までの4年間、ヤンキースの正捕手を務め、3度の世界一となる。移籍1年目の1996年のワールドシリーズでは、ヤンキース3勝2敗で迎えた第6戦でグレッグ・マダックスから適時三塁打を放ち、結果的にこれが決勝点となってヤンキースはシリーズを制した。伊良部秀輝、アンディ・ペティット、デビッド・ウェルズ、デビッド・コーン、マリアノ・リベラらとバッテリーを組み、1999年7月18日にはコーンが完全試合を達成した時の捕手を務めた。また、その3年前の1996年には、ドワイト・グッデンがノーヒット・ノーランを達成したときの捕手も務めていた。
ヤンキースが当時25歳の若手有望株だったホルヘ・ポサダをメジャーに昇格させた際には、ジラルディは彼のメンターとなった。二人は1999年まで、良いライバルとして出場機会を争っていた。
2000年に入団当時のカブスに再移籍し、オールスターにも初選出された（出場はせず）。2003年はセントルイス・カージナルスでプレーした。

### 引退〜マーリンズ監督
2004年にヤンキースのスプリングトレーニングに招待選手として参加し、メジャー2年目の松井秀喜らと共にプレーするもメジャーに昇格できず、シーズンを前に引退。ヤンキース傘下のケーブルテレビ局YESで解説者となり、主にヤンキース戦の解説を務めた。
2005年、フロリダ・マーリンズからの「将来的には監督への就任を前提とした、ベンチコーチ契約」を蹴り、ジョー・トーリの下でヤンキースのベンチコーチを1年間務めた。
2006年にはジャック・マキーオンに代わり、マーリンズの監督に就任。監督してのジラルディが最初に行ったことは、選手への「髭禁止令」であった。
主力選手のほとんどをトレードやFAで放出する、いわゆる「ファイヤーセール」が断行された後の若手主体のチームで指揮を執り、結果は78勝84敗の4位だったものの一時はナショナルリーグのワイルドカード争いをするという健闘を見せた。ちなみにこの年のマーリンズの選手総年俸額は1400万ドル程度であり、幾人かのメジャーのスター選手の年俸1年分にも満たなかった。
しかし、ジラルディとマーリンズのオーナーであったジェフリー・ローリアとの関係は良好ではなかった。8月初旬におこなわれたとある試合では、審判に対する暴言を繰り返していたローリアを、ジラルディとベンチコーチのゲイリー・タックが窘めたことがきっかけで、大喧嘩が発生している。
結局10月3日にジラルディは解雇される。皮肉なことに、ジラルディの采配は評価されており、同年のオフにはナ・リーグの最優秀監督賞に選ばれている。彼がフリーになったことで、多くの球団はジラルディへの興味を示した。ヤンキースは、2006年のALDSで敗退したトーリ監督の後任としてジラルディを検討していたが、結局トーリが残留したことで、打ち消しとなった。また、カブスもジラルディをダスティ・ベーカー監督の後任候補と考えており、実際面接にまで至ったが、結局ルー・ピネラが就任した。ワシントン・ナショナルズからも監督職のオファーがあったが断り、2007年には再びYESで解説者を務めた。同年7月にボルチモア・オリオールズがサム・パラーゾ監督を解雇したとき、ジラルディは監督職のオファーを受けたが、固辞している。

### ヤンキース監督時代
2007年10月30日に翌2008年シーズンより、トーリ監督の後任として古巣ヤンキースの監督に就任することが発表された。ジラルディの他にも、ドン・マッティングリーやトニー・ペーニャが候補として挙がっていた。総額750万ドルで、2010年までの3年契約を結んだ。現役時代はヤンキースで背番号25を付けていたが、ジェイソン・ジアンビが付けていたため代わりに27を選んだ。ヤンキースは前年までにワールドシリーズ優勝を26回経験しており、この背番号にはチームを27回目の世界一へ導きたいという思いが込められていた。
就任1年目の2008年4月1日、トロント・ブルージェイズを3-2で下し、ヤンキース監督としての初勝利をあげる。しかしこの年、ヤンキースはプレーオフに出場することなくシーズンが終了し、1995年以来続いていたチームのポストシーズン進出が13年連続でストップした（1994年はアリーグ東地区1位だったが、ストライキでシーズンが終わった）。
しかし翌年の2009年、チームを3年ぶりの地区優勝、6年ぶり40回目のリーグ優勝、そして9年ぶり27回目のワールドチャンピオンに導くという偉業を達成。優勝後のインタビューでは、先述の背番号について「来年は28に変えようかな」とコメントし、2010年からは背番号を28に変更した。
なお、この年オフに獲得したカーティス・グランダーソンはそれまで28番をつけていたが、監督の意向に従ってヤンキースでは14番を着用した。10月29日にヤンキースと2013年シーズンまでの3年契約延長に合意し、2013年10月9日には新たに2017年シーズンまでの4年契約を結んだ。
2013年、2014年は2シーズン続けてチーム総失点が総得点を上回る苦しい戦いを強いられ、ポストシーズンも逃す結果となったが、いずれの年もシーズン勝ち越しには成功している。
2017年10月26日、契約満了となる同年シーズン限りで10シーズンにわたり務めたヤンキース監督を退任することを表明した。
2018年からは2年間は、MLBネットワークのアナリストとして活動した。

### フィリーズ監督時代
2019年10月24日に2020年シーズンよりフィラデルフィア・フィリーズの監督を務めることが発表された。3年契約で、2023年シーズンの選択権は球団側が所持する。
2020年はCOVID-19の影響で60試合制となり、ナショナルリーグでもDH制が導入され初めての試みとなったが、1シーズン目は地区3位に留まった。8月26日のナショナルズ戦で監督通算1000勝を記録した。シーズンではチーム打率はリーグ5位タイとなる打率.257を記録したものの、チーム防御率はリーグワースト2位の5.20、リリーフのみでは30球団唯一の7点台となる7.06と不安の残るシーズンとなった。
2021年6月22日のナショナルズ戦で対戦相手の先発投手であるマックス・シャーザーに粘着物質を付けての不正投球があるとしてイニング中に審判へ抗議し、シャーザーを調査させるなどして、シャーザーの怒りを買い、イニング終了後にはシャーザーに決闘をしかけ退場となった。
2022年6月3日にフィリーズの監督を解任された。その後、チームはベンチコーチだったロブ・トムソン監督代行→監督の元でワールドシリーズ進出を果たした。

## 選手起用

### 打順に関して
2番打者に中・長距離打者を据える傾向が強い。マーリンズ監督時代には新人のダン・アグラを2番に起用し、アグラも期待に応えてこの年チーム最多となる27本塁打を放った。ヤンキース監督時代にはそれまで2番打者としてのイメージが強かったデレク・ジーターを途中から1番に据え、2番にはより長打力のある選手を起用するケースが増えた。例えば2011年に最も2番として起用されたカーティス・グランダーソンは、その年41本塁打、119打点の活躍を見せ、打点王を獲得している。グランダーソンが不調ないし故障の場合には、ニック・スウィッシャーやロビンソン・カノが2番に入ることもあった。
日米でそれまで1～3番を打つイメージの強かったイチローが2012年途中に加入した際は、前年から調子の上がらないイチローの出塁率の低さを理由にまず8番打者として起用し、シーズン佳境にイチローが調子を上げた際には主に2番で起用し続けた。2013年に入り、イチローの調子が再び下がると下位で起用し続け、主力打者が相次いで故障離脱した際は6番や5番を打たせることもあったが、以降は上位で起用することは稀であった。だがその実績に敬意を払った起用法を見せることもあり、ジーターの現役最終試合ではジーターとの1、2番コンビ（当時ともに40歳）を実現させている。

### 投手起用に関して
先発投手は概ね100球を目処に交代を命じる、左打者に対し左のリリーフ投手を投入するなど、現代のメジャー監督としては比較的基本に忠実である。

## 日本人選手との関係
ジラルディはヤンキース監督時代に多くの日本人選手と接点を持ってきた人物である。当時、日本で特に注目されてきた打者である松井秀喜とイチローの2人の指揮官であった人物として、またヤンキースというチームの注目度の高さも相まって、両選手についてジラルディの口から日本のマスコミ向けに（退団後も）たびたびコメントを求められてきた。ちなみに、松井・イチローの在籍時に監督として指揮した経験を持つ人物としては、ジラルディの他にボブ・メルビン（2003年～04年マリナーズ監督、11年アスレチックス監督）がいる。

### 松井秀喜
ジラルディ監督時代1～2年目に在籍。松井の打撃に関してジラルディは当初から評価をしていたが、守備力については戦力としては考えておらず、2年目の2009年シーズンには松井を一度も守備に就かせなかった。（当時膝を悪くしていたため、守備に就かせないことで故障を防ぐという意図もあった。）なお、この年にワールドシリーズMVPとなる松井の活躍もあり、ヤンキースはワールドチャンピオンに輝いている。現役引退後、2013年4月に政府発表された松井の国民栄誉賞受賞については、「この組織（ヤンキース）の全員は彼が素晴らしい選手であり、素晴らしい人間だったことをよく知っている。ヤンキースの一員として祝福したい」とコメントを残している。同年7月28日に行われるヤンキースタジアムでの引退式に関しても、「彼にふさわしい」と述べ祝福した。

### 黒田博樹
ジラルディ監督時代5～7年目に在籍。所属1年目からローテーションの軸として活躍した。2014年は先発投手陣に故障者が相次ぐ中で唯一シーズン通してローテーションを守り抜き、「最高のヤンキーであり続けてくれている。最高のお手本のような存在でもある。」と最大級の賛辞を送っている。黒田は結果が残せなかった移籍当初、監督室に呼ばれ、'Just be yourself'と言われたのを機に立ち直ることが出来たと、本人の著書などで度々語っている。

### イチロー
ジラルディ監督時代5年目途中～7年目に在籍。かつては高い得点力を持っていたイチローも30代後半になるとメディアからは衰えを指摘されるようになった。2011年に打率3割を切ると、引き続き2012年も一向に調子は上がらず、そのため同年途中にマリナーズからヤンキースへ移籍した後は主に下位打線で起用された。イチローが調子を上げ、週間MVP（2012年9月17～23日）の活躍を見せると、9月22日からは主に2番として毎試合起用、ポストシーズンでも2番または1番で起用し続けた。しかし、2013年はイチローの調子も上がらず、主に下位で起用し、2014年には外野手のジャコビー・エルズベリー、カルロス・ベルトランを獲得したことにより、イチローは外野の4番手として守備固めや代打、代走で起用することも多かった。そのほか2010年のMLBオールスターゲームではアメリカンリーグの監督としてイチローを1番に起用している。

### 田中将大
ジラルディ監督時代7年目に加入。5月のリーグ月間最優秀投手を受賞するなど素晴らしい活躍を見せ、オールスターに選出されたが、右肘の故障により7月8日の登板を最後に約2ヶ月半チームを離脱した（9月21日に復帰）。田中の肘の状態を心配すると共に今後の投球への期待感と信頼を度々コメントしている。

## 私生活
- キンバリー夫人ともうけた3人の子供と一緒に、ニューヨーク・パーチェイスにて暮らしている。ジラルディの血筋はイタリア系であり、キリスト教を信仰している。

- 2009年のワールドシリーズを制覇した日の帰りの高速道路にて、ジラルディは交通事故を目撃、けが人の救護をおこなっている。事故場所は大変危険であり、二次被害が起きる可能性も十分にあったが、彼はそのリスクを厭わずにけが人を救った。なお、けが人自身は、後からやってきた警官が指摘するまで、彼がヤンキースの監督であることに全く気付いていなかった。

- 健康主義者としても知られており、クラブハウスからアイスクリームやソーダなどの甘いものを全て撤去したことでも知られている。

## 詳細情報

### 年度別打撃成績
| 年 度     | 球 団     | 試 合 | 打 席 | 打 数 | 得 点 | 安 打 | 二 塁 打 | 三 塁 打 | 本 塁 打 | 塁 打 | 打 点 | 盗 塁 | 盗 塁 死 | 犠 打 | 犠 飛 | 四 球 | 敬 遠 | 死 球 | 三 振 | 併 殺 打 | 打 率 | 出 塁 率 | 長 打 率 | O P S |
| --------- | --------- | ----- | ----- | ----- | ----- | ----- | -------- | -------- | -------- | ----- | ----- | ----- | -------- | ----- | ----- | ----- | ----- | ----- | ----- | -------- | ----- | -------- | -------- | ----- |
| 1989      | CHC       | 59    | 172   | 157   | 15    | 39    | 10       | 0        | 1        | 52    | 14    | 2     | 1        | 1     | 1     | 11    | 5     | 2     | 26    | 4        | .248  | .304     | .331     | .635  |
| 1990      | CHC       | 133   | 447   | 419   | 36    | 113   | 24       | 2        | 1        | 144   | 38    | 8     | 3        | 4     | 4     | 17    | 11    | 3     | 50    | 13       | .270  | .300     | .344     | .644  |
| 1991      | CHC       | 21    | 54    | 47    | 3     | 9     | 2        | 0        | 0        | 11    | 6     | 0     | 0        | 1     | 0     | 6     | 1     | 0     | 6     | 0        | .191  | .283     | .234     | .517  |
| 1992      | CHC       | 91    | 291   | 270   | 19    | 73    | 3        | 1        | 1        | 81    | 12    | 0     | 2        | 0     | 1     | 19    | 3     | 1     | 38    | 8        | .270  | .320     | .300     | .620  |
| 1993      | COL       | 86    | 350   | 310   | 35    | 90    | 14       | 5        | 3        | 123   | 31    | 6     | 6        | 12    | 1     | 24    | 0     | 3     | 41    | 6        | .290  | .346     | .397     | .743  |
| 1994      | COL       | 93    | 361   | 330   | 47    | 91    | 9        | 4        | 4        | 120   | 34    | 3     | 3        | 6     | 2     | 21    | 1     | 2     | 48    | 13       | .276  | .321     | .364     | .685  |
| 1995      | COL       | 125   | 506   | 462   | 63    | 121   | 17       | 2        | 8        | 166   | 55    | 3     | 3        | 12    | 1     | 29    | 0     | 2     | 76    | 15       | .262  | .308     | .359     | .667  |
| 1996      | NYY       | 124   | 471   | 422   | 55    | 124   | 22       | 3        | 2        | 158   | 45    | 13    | 4        | 11    | 3     | 30    | 1     | 5     | 55    | 11       | .294  | .346     | .374     | .720  |
| 1997      | NYY       | 112   | 433   | 398   | 38    | 105   | 23       | 1        | 1        | 133   | 50    | 2     | 3        | 5     | 2     | 26    | 1     | 2     | 53    | 15       | .264  | .311     | .334     | .645  |
| 1998      | NYY       | 78    | 279   | 254   | 31    | 70    | 11       | 4        | 3        | 98    | 31    | 2     | 4        | 8     | 1     | 14    | 1     | 2     | 38    | 10       | .276  | .317     | .386     | .703  |
| 1999      | NYY       | 65    | 229   | 209   | 23    | 50    | 16       | 1        | 2        | 74    | 27    | 3     | 1        | 8     | 2     | 10    | 0     | 0     | 26    | 16       | .239  | .271     | .354     | .625  |
| 2000      | CHC       | 106   | 407   | 363   | 47    | 101   | 15       | 1        | 6        | 136   | 40    | 1     | 0        | 6     | 3     | 32    | 3     | 3     | 61    | 12       | .278  | .339     | .375     | .714  |
| 2001      | CHC       | 78    | 253   | 229   | 22    | 58    | 10       | 1        | 3        | 79    | 25    | 0     | 1        | 2     | 1     | 21    | 4     | 0     | 50    | 2        | .253  | .315     | .345     | .660  |
| 2002      | CHC       | 90    | 256   | 234   | 19    | 53    | 10       | 1        | 1        | 68    | 13    | 1     | 0        | 5     | 1     | 16    | 3     | 0     | 35    | 10       | .226  | .275     | .291     | .566  |
| 2003      | STL       | 16    | 26    | 23    | 1     | 3     | 0        | 0        | 0        | 3     | 1     | 0     | 0        | 0     | 0     | 3     | 0     | 0     | 4     | 2        | .130  | .231     | .130     | .361  |
| MLB：15年 | MLB：15年 | 1277  | 4535  | 4127  | 454   | 1100  | 186      | 26       | 36       | 1446  | 422   | 44    | 31       | 81    | 23    | 279   | 34    | 25    | 607   | 137      | .267  | .315     | .350     | .665  |

### 年度別守備成績
| 年 度 | 球 団 | 捕手（C） | 捕手（C） | 捕手（C） | 捕手（C） | 捕手（C） | 捕手（C） | 捕手（C） | 捕手（C） | 捕手（C） | 捕手（C） | 捕手（C） |
| 年 度 | 球 団 | 試 合     | 刺 殺     | 補 殺     | 失 策     | 併 殺     | 守 備 率  | 捕 逸     | 企 図 数  | 許 盗 塁  | 盗 塁 刺  | 阻 止 率  |
| ----- | ----- | --------- | --------- | --------- | --------- | --------- | --------- | --------- | --------- | --------- | --------- | --------- |
| 1989  | CHC   | 59        | 332       | 28        | 7         | 1         | .981      | 5         | 58        | 36        | 22        | .379      |
| 1990  | CHC   | 133       | 653       | 61        | 11        | 5         | .985      | 16        | 127       | 80        | 47        | .370      |
| 1991  | CHC   | 21        | 95        | 11        | 3         | 1         | .972      | 1         | 20        | 14        | 6         | .300      |
| 1992  | CHC   | 86        | 369       | 51        | 4         | 6         | .991      | 8         | 78        | 46        | 32        | .410      |
| 1993  | COL   | 84        | 478       | 46        | 6         | 7         | .989      | 2         | 93        | 64        | 29        | .312      |
| 1994  | COL   | 93        | 549       | 56        | 5         | 8         | .992      | 3         | 93        | 61        | 32        | .344      |
| 1995  | COL   | 122       | 730       | 61        | 10        | 7         | .988      | 5         | 121       | 88        | 33        | .273      |
| 1996  | NYY   | 120       | 803       | 46        | 3         | 8         | .996      | 10        | 120       | 90        | 30        | .250      |
| 1997  | NYY   | 111       | 830       | 54        | 5         | 11        | .994      | 11        | 108       | 71        | 37        | .343      |
| 1998  | NYY   | 78        | 541       | 38        | 3         | 5         | .995      | 5         | 73        | 54        | 19        | .260      |
| 1999  | NYY   | 65        | 452       | 34        | 8         | 5         | .984      | 1         | 75        | 56        | 19        | .253      |
| 2000  | CHC   | 103       | 706       | 43        | 5         | 5         | .993      | 3         | 101       | 63        | 38        | .376      |
| 2001  | CHC   | 71        | 504       | 33        | 0         | 2         | 1.000     | 6         | 47        | 27        | 20        | .426      |
| 2002  | CHC   | 88        | 554       | 43        | 6         | 6         | .990      | 6         | 65        | 45        | 20        | .308      |
| 2003  | STL   | 13        | 23        | 0         | 1         | 0         | .958      | 0         | 3         | 3         | 0         | .000      |
| MLB   | MLB   | 1247      | 7619      | 605       | 77        | 77        | .991      | 82        | 1182      | 798       | 384       | .325      |

- 各年度の太字はリーグ最高

### 年度別監督成績
| 年 度     | 球 団     | 地 区     | 年 齢     | 試 合 | 勝 利 | 敗 戦 | 勝 率 | 順位/ チーム数 | 備 考    | ポストシーズン 勝敗 |
| --------- | --------- | --------- | --------- | ----- | ----- | ----- | ----- | -------------- | -------- | ------------------- |
| 2006      | FLA       | NL 東     | 42        | 162   | 78    | 84    | .481  | 4 / 5          |          |                     |
| 2008      | NYY       | AL 東     | 44        | 162   | 89    | 73    | .549  | 3 / 5          |          |                     |
| 2009      | NYY       | AL 東     | 45        | 162   | 103   | 59    | .636  | 1 / 5          | WS優勝   | 11勝4敗             |
| 2010      | NYY       | AL 東     | 46        | 162   | 95    | 67    | .586  | 2 / 5          | ALCS敗退 | 5勝4敗              |
| 2011      | NYY       | AL 東     | 47        | 162   | 97    | 65    | .599  | 1 / 5          | ALDS敗退 | 2勝3敗              |
| 2012      | NYY       | AL 東     | 48        | 162   | 95    | 67    | .586  | 1 / 5          | ALCS敗退 | 3勝6敗              |
| 2013      | NYY       | AL 東     | 49        | 162   | 85    | 77    | .525  | 3 / 5          |          |                     |
| 2014      | NYY       | AL 東     | 50        | 162   | 84    | 78    | .519  | 2 / 5          |          |                     |
| 2015      | NYY       | AL 東     | 51        | 162   | 87    | 75    | .537  | 2/ 5           | ALWC敗退 | 0勝1敗              |
| 2016      | NYY       | AL 東     | 52        | 162   | 84    | 78    | .519  | 4 / 5          |          |                     |
| 2017      | NYY       | AL 東     | 53        | 162   | 91    | 71    | .562  | 2 / 5          | ALCS敗退 | 7勝6敗              |
| 2020      | PHI       | NL 東     | 56        | 60    | 28    | 32    | .467  | 3 / 5          |          |                     |
| 2021      | PHI       | NL 東     | 57        | 162   | 82    | 80    | .506  | 2 / 5          |          |                     |
| 2022      | PHI       | NL 東     | 58        | 51    | 22    | 29    | .431  | 3 / 5          | 途中解任 |                     |
| MLB：14年 | MLB：14年 | MLB：14年 | MLB：14年 | 2055  | 1120  | 935   | .545  | -              | -        | 28勝24敗            |

- WS…ワールドシリーズ、LCS…リーグチャンピオンシップシリーズ、DS…ディビジョンシリーズ。

### 表彰
- ナ・リーグ最優秀監督賞：1回（2006年）

### 記録
- MLBオールスターゲーム選出：1回（2000年）

### 背番号
- 7（1989年 - 1995年）
- 45（1996年 - 同年途中）
- 25（1996年途中 - 1999年、2020年 - 2022年）
- 8（2000年、2003年）
- 27（2001年 - 2002年、2008年 - 2009年）
- 28（2010年 - 2017年）